# Тангштет (Штормарн)
Тангштет (њем. Tangstedt) општина је у њемачкој савезној држави Шлезвиг-Холштајн. Једно је од 55 општинских средишта округа Штормарн. Према процјени из 2010. у општини је живјело 6.345 становника. Посједује регионалну шифру (AGS) 1062076.

## Географски и демографски подаци
Тангштет се налази у савезној држави Шлезвиг-Холштајн у округу Штормарн. Општина се налази на надморској висини од 33 метра. Површина општине износи 39,9 km². У самом мјесту је, према процјени из 2010. године, живјело 6.345 становника. Просјечна густина становништва износи 159 становника/km².